# Gregorio Taronita
Gregorio Taronita in greco Γρηγόριος Ταρωνίτης?, Grēgorios Tarōnitēs, in armeno Գրիգոր Տարոնիտես? (fl. X secolo) è stato un principe e militare armeno di Taron, che passò al servizio di Bisanzio e ricoprì alti comandi e governatorati sotto l'imperatore Basilio II. Fu ucciso dai Bulgari in un'imboscata nei pressi di Tessalonica intorno al 991 o 995.

## Biografia
Gregorio era figlio di Ashot III, principe della regione di Taron, nell'Armenia meridionale. Alla morte di Ashot, nel 967/8, Gregorio e suo fratello Bagrat (in greco Pankratios) cedettero Taron all'Impero bizantino in cambio di ampie terre all'interno dell'Impero e del titolo di patrikios.
I due fratelli furono coinvolti nelle guerre civili tra l'imperatore Basilio II (r. 976-1025) e la potente aristocrazia militare dell'Asia Minore, guidata da Barda Foca il Giovane e Barda Sclero. Quando Sclero si ribellò nel 976, inizialmente lo appoggiarono, ma presto passarono dalla parte dell'imperatore. Nel 988/999, durante la rivolta di Barda Foca, secondo lo storico Yahya di Antiochia, Gregorio, ormai magistros, fu inviato a reclutare un esercito a Trebisonda e a guidarlo contro Foca. Fu sconfitto durante il viaggio dal figlio di Foca, Niceforo, e dai suoi alleati, gli Iberi inviati da Davide di Tao.

La Grecia bizantina nel X secolo

Dopo la repressione delle rivolte dei magnati, Basilio II rivolse la sua attenzione ai Balcani, dove Samuele di Bulgaria minacciava i territori bizantini. Nel 991 fece una campagna in Macedonia e catturò la fortezza di Berroia, prima di tornare a Costantinopoli. L'imperatore lasciò Gregorio Taronitia a capo dell'esercito dei Balcani e lo incaricò di fermare le incursioni di Samuele. Taronita fu nominato doux e fece di Tessalonica la sua sede. Non è chiaro se in questo contesto il titolo di doux implichi semplicemente un comando militare sulle truppe affidategli dall'imperatore o, come viene solitamente interpretato, se includa anche il governatorato del thema di Thessalonike, che in precedenza era governato da uno stratego.
Qualche tempo dopo la sua nomina, Gregorio Taronita fu ucciso dai Bulgari in un'imboscata nei pressi di Tessalonica. Un gruppo di predoni si era avvicinato alla città e Gregorio inviò suo figlio Ashot con l'avanguardia per entrare in contatto con loro e fare una ricognizione. Il troppo impaziente Ashot ingaggiò i Bulgari e li respinse, ma fu attirato in un'imboscata preparata e accerchiato con i suoi uomini. Suo padre, che seguiva la forza principale bizantina, si precipitò in suo soccorso, ma fu ucciso. La data esatta di questo evento è sconosciuta. La Cronaca di Giovanni Scilitze sembra collocarlo nel 996, mentre le fonti armene lo collocano nel 991. La ricerca moderna ritiene che debba essere avvenuto al più tardi a metà del 995, dato che Giovanni di Chaldia è attestato come doux di Tessalonica più tardi nello stesso anno.

## Famiglia
Insieme al fratello, Gregorio fu il capostipite della nobile famiglia dei Taroniti, che rimase in auge a Bisanzio fino alla fine del XII secolo. Il figlio di Gregorio, Ashot, fu catturato dai Bulgari, ma finì per sposare la figlia di Samuele, Miroslava, e divenne governatore di Dyrrhachium, che presto restituì ai Bizantini. Gregorio ebbe almeno un altro figlio, la figlia Irene, che fu data in sposa a Romano Saronite.